# Underground (kultura)

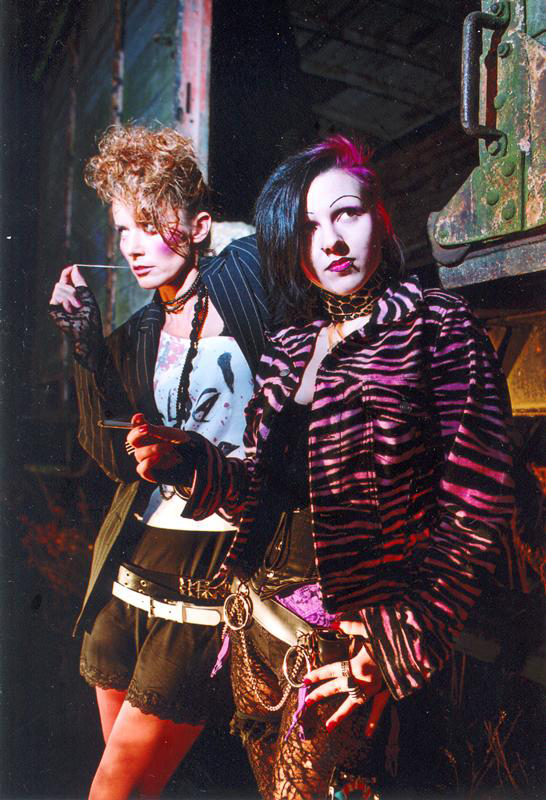
Fotografia uliczna przedstawiająca subkulturę punkową

Underground – w znaczeniu artystycznym: twórczość „podziemna”, często półamatorska, przełamująca rozmaite tabu estetyczne, społeczne, obyczajowe czy polityczne. Nierzadko powstająca poza zasięgiem twórczości głównego nurtu oraz popkultury, a czasem również cenzury.